# Малиновка (Шелаболіхинський район)
Мали́новка (рос. Малиновка) — село (колишнє селище) у складі Шелаболіхинського району Алтайського краю, Росія. Входить до складу Новообінцевської сільської ради.

## Населення
Населення — 28 осіб (2010; 38 у 2002).
Національний склад (станом на 2002 рік):
- росіяни — 97 %